# You Can Play these Songs with Chords
You Can Play these Songs with Chords är Death Cab for Cuties första utgivna skiva, släppt 1997. Skivan släpptes på nytt år 2002.

## Låtlista (första utgåvan)
Alla låtar är skrivna av Benjamin Gibbard, Nicholas Harmer och Christopher Walla
1. "President of What?" – 4:06
2. "Champagne from a Paper Cup" – 2:34
3. "Pictures in an Exhibition" – 4:02
4. "Hindsight" – 3:47
5. "That's Incentive" – 2:13
6. "Amputations" – 4:03
7. "Two Cars" – 3:31
8. "Line of Best Fit" – 5:49

## Låtlista (andra utgåvan)
Alla låtar är skrivna av Benjamin Gibbard, Nicholas Harmer och Christopher Walla om inget annat anges
1. "President of What?" – 4:06
2. "Champagne from a Paper Cup" – 2:34
3. "Pictures in an Exhibition" – 4:02
4. "Hindsight" – 3:47
5. "That's Incentive" – 2:13
6. "Amputations" – 4:03
7. "Two Cars" – 3:31
8. "Line of Best Fit" – 5:49
9. "This Charming Man" (Johnny Marr, Morrissey) – 2:14
10. "TV Trays" – 4:02
11. "New Candles" – 3:02
12. "Tomorrow" – 2:17
13. "Flustered/Hey Tomcat!" – 2:56
14. "State Street Residential" – 5:51
15. "Wait" (Farina, Secret Stars) – 3:34
16. "Prove My Hypotheses" – 4:11
17. "Song for Kelly Huckaby" – 3:51
18. "Army Corps of Architects" – 4:43